# Fred Tootell

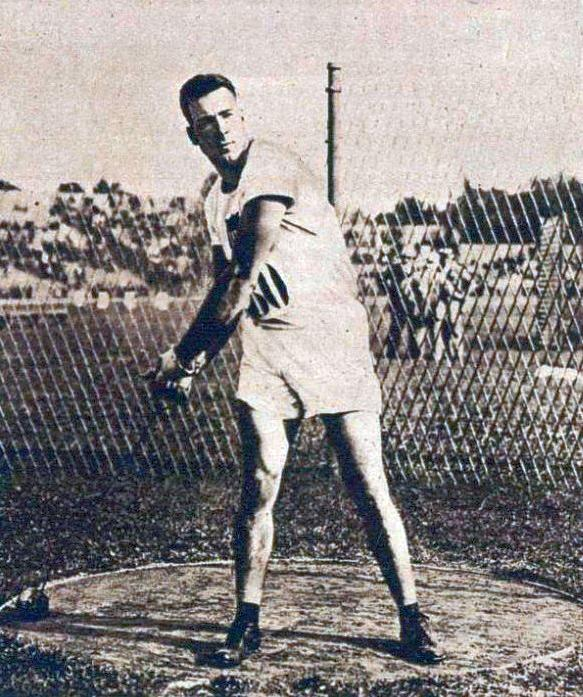
Fred Tootell

Fred Tootell (eigentlich Frederic Delmond Tootell; * 9. September 1902 in Lawrence, Massachusetts; † 29. September 1964 in Kingston, Rhode Island) war ein US-amerikanischer Hammerwerfer und Olympiasieger.
Tootell begann mit dem Hammerwurf 1919 als Student des Bowdoin Colleges, wo er als hervorragender Leichtathlet aufgefallen war, was auch dem langen Schulweg, den er zu Fuß zu seiner heimatlichen Farm zurückzulegen hatte, zu verdanken war. 1923 und 1924 gewann er die US-amerikanischen Meisterschaften, im selben Jahr konnte er sich trotz Beinverletzung für die Olympischen Spiele in Paris qualifizieren. Dort gewann er als erster in den USA geborener Athlet die Goldmedaille mit einer Weite von 53,295 m. Er galt als guter Techniker, da er den körperlichen Nachteil gegenüber seinen größeren Konkurrenten ausgleichen musste.
Ein Jahr nach seinem Olympiasieg wurde Tootell Leichtathletik- und Langlauftrainer am Rhode Island State College (heute University of Rhode Island). Aufgrund seiner Trainertätigkeit konnte er als Sportler an keinen weiteren Olympischen Spielen teilnehmen, da er nun nicht mehr als Amateur angesehen wurde. 1936 nahm er als Leichtathletiktrainer an den Olympischen Spielen in Berlin teil. Von 1953 bis 1962 war er Leichtathletikdirektor an der Universität, gleichzeitig lehrte er als Professor für Sportunterricht.
Tootell starb 1964 am Tag seiner Pensionierung und hinterließ fünf Kinder.